# Bruc vermell
El bruc vermell (Erica cinerea) és una espècie d'arbust de la família de les ericàcies.
L'epítet específic cinerea significa 'del color de la cendra'.

## Descripció
Pot fer fins a 60 cm d'alt, amb moltes branques i amb els branquillons joves pubescents. Les fulles aciculars de 4 a 8 mm arranjades en grups de tres.
La floració té lloc entre els mesos juliol i octubre. Les flors són acampanades i porpres (rarament blanques), de 4 a 7 mm de llargada reunides en raïms al llarg de les tiges.
El fruit creix en una càpsula glabra.

## Distribució i hàbitat
És una planta nadiua de l'oest i el centre d'Europa, arriba als Pirineus. Habita normalment en sòls de silici, tolera la secada i creix bé a ple sol i en els sòls ben drenats. És calcífuga (defuig el calci del terreny).
A Catalunya el podem trobar a la costa nord de Barcelona i costa sud de Girona, entre els 0 i els 1.000 metres d'altitud.

## Usos
S'utilitza com a planta ornamental; aquests cultivars han guanyat el premi de la Royal Horticultural Society: Award of Garden Merit:
- C.D. Eason[6]
- Pink Ice[7]
- Velvet Night[8]